# Rökelsekar

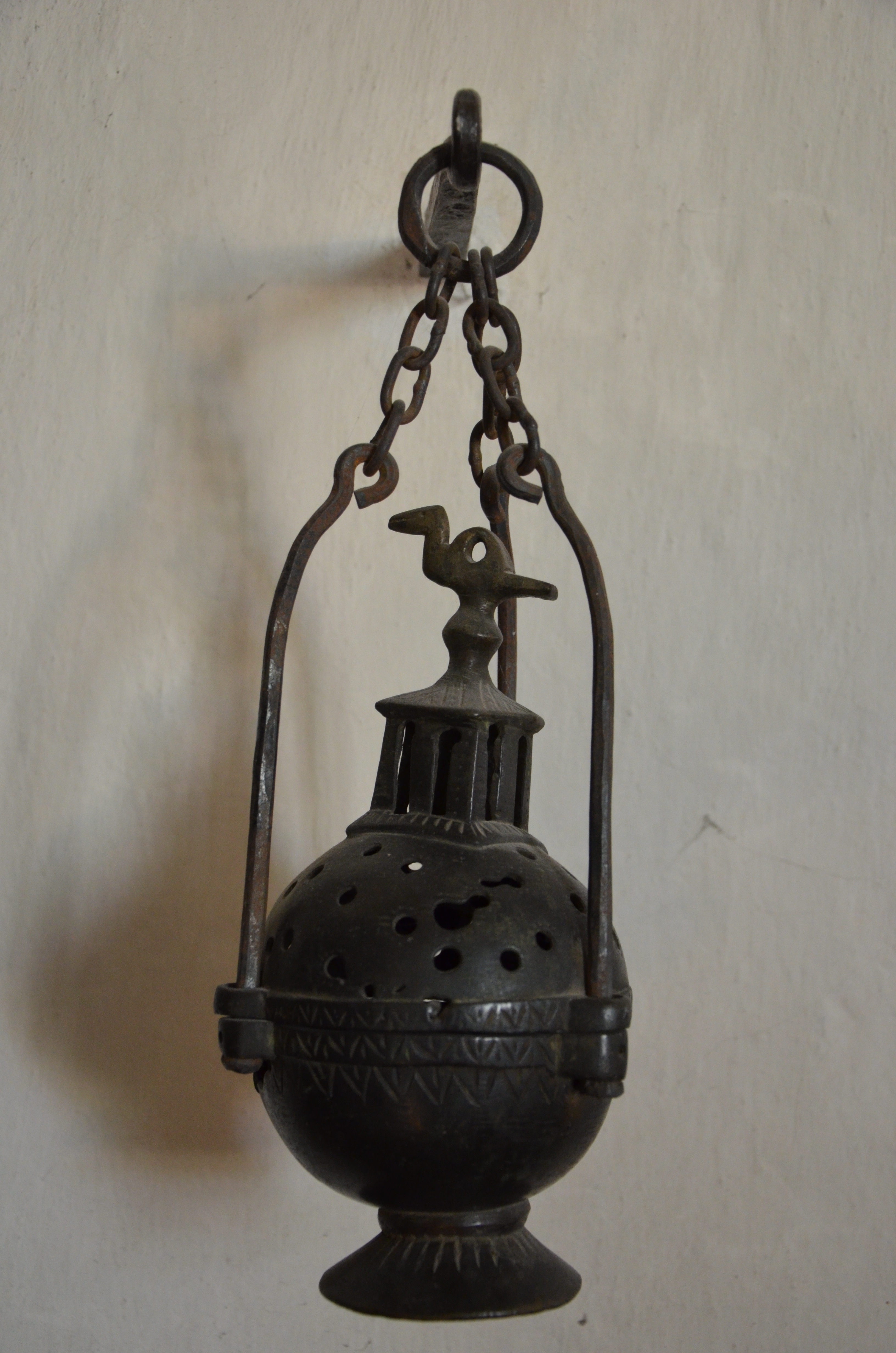
Rökelsekar upphängt i koret i Almunge kyrka

Rökelsekar, är ett kärl av metall, vilket används vid katolska och ortodoxa gudstjänster för bränning av rökelse. Rökelse förekommer också, om än sparsamt, i Svenska kyrkan. Kärlet är vanligen skålformigt och har lock. Det hänger i kedjor och är ornamenterat.